# La pubblicità
La pubblicità è un libro scritto da Walter Taplin, ex direttore dell'Economist e docente di Pubblicità e Promozione Vendite presso la London School of Economics, che ha origine nelle ricerche dell'autore sul funzionamento dell'organizzazione pubblicitaria e dall'esigenza di esaminare i problemi del settore con una certa imparzialità al punto da poterli studiare anche autonomamente nei dipartimenti universitari.
L'autore affronta innanzitutto le cause, le origini della pubblicità e la sua utilità, e per fare ciò, esegue una descrizione storica sui bisogni dell'uomo, sulla loro tipologia e sulla componente razionale e irrazionale della loro soddisfazione.
Taplin si sofferma sul tipo di informazione svolta dai pubblicitari e sulla gradazione di persuasione che si confonde nel messaggio. Il libro descrive i vari livelli di persuasione, dalla costrizione alla suggestione, la gestione del marketing rapportato alla produzione e al mercato. Interessanti sono i confronti della persuasione commerciale con quella religiosa e quella politica che riportano a galla la cosiddetta propaganda. L'autore approfondisce quali siano i meccanismi di controllo fra gli esseri umani.
Il capitolo seguente propone la tematica della concorrenza, descritta sia nelle sue caratteristiche aggressive e alla relativa difficoltà di regolamentarla e sia per i vantaggi pratici che è in grado di apportare. Successivamente, l'autore si interroga sulla presunta immoralità della pubblicità e sulla scorrettezza di quella subliminale. Fondamentali sono le scelte per lo stanziamento pubblicitario ed il budget, che devono prevedere un certo tipo di ritorno commerciale oltreché un determinato target.
L'indagine effettuata da Taplin è ben lontana da quella di un giornalista o da quella di un esponente del settore, piuttosto sfrutta gli strumenti che l'economia e la sociologia gli mettono a disposizione.

## Edizioni
- Walter Taplin, La pubblicità, Feltrinelli, 1961,  pp.261 , cap.9.